# اريان هيومن
اريان هيومن (بالهولندية: Arjan Human)‏ هو لاعب كرة قدم هولندي، ولد في 8 نوفمبر 1978. لعب مع سيركل بروج.